# Pentaphylax euryoides
Pentaphylax euryoides är en tvåhjärtbladig växtart som beskrevs av George Gardner och Champ. Pentaphylax euryoides ingår i släktet Pentaphylax och familjen Pentaphylacaceae. Inga underarter finns listade i Catalogue of Life.